# Quintien de Rodez
 Quintien (en latin Quintianus) était un religieux français du haut Moyen Âge qui fut évêque de Rodez puis évêque d'Auvergne au début du VIe siècle. Il est reconnu comme saint par l'Église catholique romaine et l'Église orthodoxe qui le fêtent le 13 novembre.

## Biographie
Il était prêtre du patriarcat de Carthage mais il a dû fuir cette province du fait des persécutions des Vandales ; il se réfugia à Rodez. En 487 il succéda à saint Amans, premier évêque de la ville.
Favorable aux Francs, il fut persécuté par les Wisigoths ariens à la veille de la bataille de Vouillé ; Il se réfugia alors chez les Arvernes. En 515, à la mort de l'évêque Euphraise de Clermont (Eufrasius), il fut élu évêque de Clermont.

## Sources
Grégoire de Tours, évêque de Tours au VIe siècle, évoque saint Quintien (Quintianus) dans le livre III de son Histoire des Francs :

« Après le décès du bienheureux Apruncule (Aprunculus), les habitants d’Auvergne eurent pour douzième évêque saint Euphrasius. Il mourut quatre ans après Clovis, dans la vingt-cinquième année de son épiscopat. Alors le peuple ayant élu saint Quintien (Quintianus), qui avait été chassé de Rodez, Alchime et Placidine, l’une femme et l’autre sœur d’Apollinaire, vinrent à lui et lui dirent : Saint homme, qu’il suffise à ta vieillesse d’avoir été désigné pour évêque, et permets, par ta bonté, à ton serviteur Apollinaire de monter à ce poste d’honneur. S’il parvient à cette élévation, il sera soumis à ton plaisir. Prête à nos humbles propositions une oreille de bienveillance ; et c’est toi qui gouverneras ; il accomplira en tout tes commandements. À quoi il répondit : Pourquoi l’emporterais-je, moi qui n’ai personne sous ma puissance ? Tout ce que je demande, c’est que, tandis que je vaquerai à l’oraison, l’église me fournisse ma nourriture quotidienne. Dès qu’elles eurent entendu ces paroles, elles envoyèrent Apollinaire vers le roi (Théodoric). Il lui fit beaucoup de présents, et, en le quittant, obtint l’épiscopat ; il en jouit injustement pendant quatre mois, puis sortit de ce monde. Lorsque sa mort fut annoncée à Théodoric, il ordonna d’instituer à sa place saint Quintien, et de lui remettre tous les pouvoirs de l’Église, disant : Il a été chassé de sa ville à cause de la vivacité de son attachement pour nous ; et aussitôt il envoya des messagers convoquer les prêtres et le peuple qui l’élevèrent au siège de l’Église d’Auvergne, et il fait le quatorzième évêque de cette Église. Le reste des choses qui le concernent, tant ses miracles que le temps de sa sortie de ce monde, est écrit dans le livre (Vie des Pères) que nous avons composé sur sa vie. »